# Kathryn Card
Pour les articles homonymes, voir Card.
Kathryn Card, née à Butte (Montana) le 4 octobre 1892 et morte à Costa Mesa (Californie) le 1er mars 1964, est une actrice américaine de radio, de télévision et de cinéma.

## Filmographie partielle

### Au cinéma
- 1945 : L'Apprentie amoureuse (Kiss and Tell) de Richard Wallace : Louise
- 1946 : A Close Call for Boston Blackie (en) : Landlady
- 1946 : It Shouldn't Happen to a Dog (en) : Mrs. James
- 1946 : Lame de fond : Mrs. Foster
- 1947 : Né pour tuer (Born to Kill) : Grace
- 1947 : Marchands d'illusions (The Hucksters) de Jack Conway : Miss Regina Kennedy
- 1947 : Scandale en Floride (That Hagen Girl) de Peter Godfrey : Miss Grover
- 1948 : Cupidon mène la danse : Jonesy
- 1948 : Deux Sacrées Canailles (The Sainted Sisters) de William D. Russell : Martha Tewilliger
- 1948 : Big Sister Blues : Miss Laury Harrington
- 1948 : La Fin d'un tueur (The Dark Past) de Rudolph Maté : Nora
- 1949 : Maman est étudiante (Mother Is a Freshman) : Mrs. Grammerton
- 1949 : Les Désemparés : Mrs. Loring
- 1949 : L'amour a toujours raison (A Kiss for Corliss) de Richard Wallace : Louise
- 1950 : L'Esclave du gang (The Damned Don't Cry) : Mrs. Sullivan
- 1950 : The Skipper Surprised His Wife d'Elliott Nugent  : Thelma Boyd
- 1950 : Le Mensonge de Harriet Craig : Mrs. Norwood
- 1951 : Two of a Kind : Bingo Woman
- 1951 : Never Trust a Gambler : Phoebe
- 1951 : Agence Cupidon (The Model and the Marriage Broker) de George Cukor : Mrs. Kuschner
- 1952 : Scandal Sheet : Mrs. Rawley, Board Member
- 1952 : The Pride of St. Louis : Mrs. Martin
- 1952 : Paula : Nurse Gussie
- 1952 : La Jeune Fille en blanc (The Girl in White) de John Sturges : Mme Lindsay
- 1952 : Toi pour moi : Nurse Vogel
- 1953 : It Happens Every Thursday (en) : Mrs. Dow
- 1953 : Drôle de meurtre (Remains to Be Seen) : Mrs. West
- 1954 : Les femmes mènent le monde : Woman in Bargain Basement
- 1954 : Une étoile est née : Landlady (voix)
- 1955 : Papa longues jambes : Miss Carrington
- 1956 : The Birds and the Bees : Guest
- 1956 : Un vrai cinglé de cinéma (Hollywood or Bust) de Frank Tashlin : Old Lady
- 1958 : Retour avant la nuit (Home Before Dark) : Mattie
- 1959 : Terre de violence (Good Day for a Hanging) de Nathan Juran : Molly Cain
- 1960 : Ne mangez pas les marguerites (Please Don't Eat the Daisies) : Mrs. Yule
- 1960 : Le Mal d'être jeune (Because They're Young) : Mrs. Wellenberg
- 1961 : Il a suffi d'une nuit (All in a Night's Work) : Dowager
- 1961 : Le troisième homme était une femme (Ada) : Mrs. Betty Mae Dunston
- 1962 : La Rue chaude (Walk on the Wild Side) : Landlady
- 1964 : La Reine du Colorado (The Unsinkable Molly Brown) : Mrs. Wadlington